# 内藤忠勝
内藤 忠勝（ないとう ただかつ）は、志摩鳥羽藩の第3代藩主。第2代藩主内藤忠政の次男。

## 生涯

### 家督相続
寛文11年（1671年）、兄の忠次が跡を継ぐことを固辞して（あるいは病気のため）廃嫡されたため、代わって嫡子となる。寛文13年（1673年）の父の死去により9月11日に跡を継ぎ、弟の忠知に2000石を分与した。

### 増上寺刃傷事件と切腹
延宝8年（1680年）、第4代将軍・徳川家綱の77日法要に際し、芝増上寺参詣口門の警備を命ぜられた。普段から忠勝と仲の悪かった永井尚長は出口勝手門の警備を命ぜられていたが、尚長は忠勝より上席にあるため忠勝を侮り、老中から受けた翌日の指示を記した奉書すら忠勝に見せず立ち去ろうとした。忠勝は奉書を見せるように求めたが、尚長は無視したため、忠勝はこれを恨んで脇差を抜いて尚長に迫り、逃げる尚長の長袴を踏み、尚長が前のめりに転んだところを刺殺した（芝増上寺の刃傷事件）。この際、忠勝は遠山頼直（政亮）に拘束され、伊奈忠易の元に預けられた。

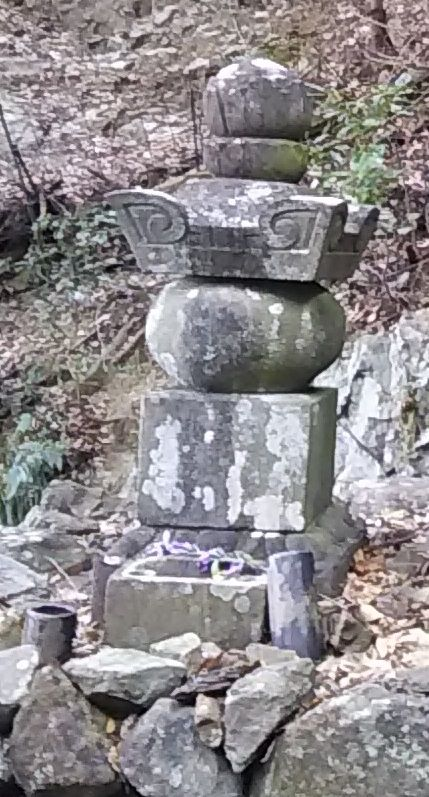
内藤忠勝の墓(鳥羽市西念寺)

このため6月27日に忠勝は西久保の春龍寺にて切腹を命じられ、御家断絶とされた。享年26。

## 人物像と諸説
甥（姉・波知の子）の播磨赤穂藩主・浅野長矩は、21年後に同様の事件を起こして同じ末路をたどることになるが、『江戸トンデモ殿さま列伝』では、これは内藤家の遺伝子がそのまま長矩に受け継がれたのではないかとされており、忠勝も長矩も癇癪持ちで、しかも内藤家は精神病の家系だったことから、忠勝の兄の忠次が家督を辞退したのは精神障害だったためと推測し、忠勝にもその障害があったのではないかとする。